# Trachypholis hispidum
Trachypholis hispidum is een keversoort uit de familie somberkevers (Zopheridae). De wetenschappelijke naam van de soort werd in 1801 gepubliceerd door Weber.